# Koos Sinninghe Damsté
Jacobus Smede ‘Koos’ Sinninghe Damsté (1902 - 1995) was advocaat in Nederlands-Indië (1927-1942), aanklager in Nederlands-Indië (1946-1947), voorzitter van de Ondernemersbond voor Indonesië (OBI) (1948-1954) en hoofd van de Binnenlandse Veiligheidsdienst (1955-1967).

## Leven en carrière

### 1902-1926 Jeugd en opleiding
Sinninghe Damsté werd geboren in Huizum, nabij Leeuwarden op 16 juli 1902. Hij was de zoon van Willem Sinninghe Damsté (1869-1952), een arts, en Barbara Bakker (1872-1909). Zijn ouders huwden in oktober 1901 maar werden kort na zijn geboorte gescheiden toen zijn moeder terugkeerde naar haar geboorteplaats Zaandam. Damsté voltooide de middelbare school in Leeuwarden in 1921 en zijn studie rechten aan de Rijksuniversiteit Groningen in 1926. Hij vertrok vervolgens naar Nederlands-Indië om te werken als een advocaat in Soerabaja.

### 1927-1940 Advocaat inSoerabaja
Om te voorkomen dat hij na zijn aankomst in Nederlands-Indië zou worden opgeroepen voor militaire dienst, voltooide Damsté eerst in 1926 een korte training van ca. 4 maanden bij het Korps Koloniale Reserve. Daarna vertrok hij naar Soerabaja om als advocaat en notaris te werken bij het advocatenkantoor van P. Leendertz en M.J. van Nieuwkuyk.
Hij was ook juridisch adviseur van buitenlandse firma's in Nederlands-Indië, zoals de Duitse firma IG Farben, waarvan een dochteronderneming in Soerabaja zeep en parfum produceerde.
Damsté was maatschappelijk actief in Soerabaja. Hij was van 1930 tot 1932 raadslid voor de conservatieve “Vaderlandsche Club” in de gemeenteraad van Soerabaja , tot hij in 1932-1933 enkele maanden met verlof met zijn gezin naar Europa terugkeerde. Later werd hij voorzitter van de afdeling Oost-Java van de Vaderlandsche Club (1936 -1937), en was voorstander van de versterking van de Nederlands-Indische defensie. In 1936 was hij ook secretaris van de afdeling Soerabaja van de “Nederlandsch-Indische Vereeniging voor de Bergsport”.  Van 1937 t/m 1941 was hij secretaris en later voorzitter van de particuliere “Simpang Club”, het Europese bolwerk in de Soerabajaanse maatschappij.

### 1940-1945 Soldaat en krijgsgevangene
In mei 1940 werd Damsté opgeroepen voor dienst als sergeant in de Landstorm in Soerabaja. Na zijn militaire opleiding hervatte Damsté zijn juridisch werk en nam hij enkele nieuwe taken op zich, zoals het beheer van buitenlandse bedrijven waarop als vijandelijk eigendom beslag was gelegd. Aan het begin van de Japanse opmars naar Nederlands-Indië in december 1941 werd Damsté als reservist van de Landstorm gemobiliseerd.
Na de overgave van Nederlands-Indië in maart 1942 werd Damsté krijgsgevangene van de Japanners, en werd hij van april tot december 1943 op de Molukken te werk gesteld bij het aanleggen van vliegvelden. Van januari tot mei 1944 werd hij in Jakarta geïnterneerd en van mei 1944 tot augustus 1945 werd hij gedwongen aan de beruchte Pakanbaroe-spoorweg te werken. Tijdens de gevangenschap probeerde hij het moreel van zijn medegevangenen in stand te houden.:p153-154 In zijn memoires verhaalt Damsté over de gruwelen die hij en andere krijgsgevangenen hebben ondergaan.

### 1946-1947 Aanklager van Japanse oorlogsmisdadigers
Na de Japanse overgave in augustus 1945 werd Damsté in november 1945 in Jakarta herenigd met zijn gezin. Tot mei 1946 werd hij beheerder van het Cikini-ziekenhuis in Jakarta. Het Nederlands-Indische Gouvernement selecteerde hem in maart 1946 voor de functie van assistent-officier van justitie bij het InternationaalMilitair Tribunaal voor het Verre Oosten in Tokio, dat Japanse oorlogsmisdadigers vervolgde. Daartoe werd Damsté benoemd tot luitenant-kolonel in het KNIL. Zijn taak was het samen met advocaat Klaas Abel de Weerd (1904-1987) onderzoeken en coördineren van de Nederlandse aanklachten tegen Japanse oorlogsmisdaden in Nederlands-Indië. Het tribunaal duurde tot november 1948, maar de ambtstermijn van Damsté eindigde nadat in februari 1947 de Nederlandse aanklachten waren ingediend.

### 1947-1954 Voorzitter van bedrijfsverenigingen
Bij zijn terugkeer naar Jakarta werd Damsté gedemobiliseerd en benoemd tot voorzitter van het ‘Algemeen Landbouw Syndicaat’, (ALS), een organisatie van grote landbouwbedrijven in Nederlands-Indië. Een van de dringende problemen waarmee hij te maken kreeg, was de onveiligheid die plantagemanagers in landelijke gebieden ondervonden nadat op de plantages de activiteiten hervat werden na de Eerste Politionele actie in juli 1947. De plantages werden regelmatig aangevallen door bendes van Indonesische nationalisten en ook door bendes criminelen. Omdat politie en leger volgens Damsté niet in staat of bereid waren om de moorden op plantagepersoneel te voorkomen, werkte hij aan het organiseren van een gewapende ondernemingsmilitie.:p238
Als voorzitter van het ALS nam Damsté in januari 1947 zitting in het bestuur van de Ondernemersbond voor Nederlands-Indië (OBI). Sinds het aftreden van Carel de Villeneuve had de OBI geen voorzitter meer en in april 1948 werd Damsté benoemd tot interim voorzitter en vervolgens in september 1948 tot voorzitter.
Uit de OBI-gegevens blijkt dat Damsté nauwgezet zijn taken als voorzitter heeft uitgevoerd voor wat betreft zijn communicatie met OBI-leden en het verwoorden van de standpunten van ondernemingen over beleidsaangelegenheden van de regering in Nederlands-Indië en van Nederlandse ministeries. Als voorzitter van de OBI verzekerde hij ook financiële ondersteuning aan de bedrijfsmilitie die hij in 1947 had helpen creëren.
Evenals zijn voorganger De Villeneuve ondersteunde Damsté de Indonesische roep om onafhankelijkheid.:p238-241 Hij zag het als zijn taak als OBI voorzitter om de belangen van ondernemingen te beschermen, zowel in het belang van de Indonesische economie, als van de bedrijven zelf. Niettemin werd Damsté in 1948 aangesteld als voorzitter van het Comité voor Financieel-Economische Aangelegenheden van de Associatie van Indonesische staten:p242-243 dat de financieel-economische overeenkomst tussen de Nederland en Indonesië voorbereidde die werd ondertekend in december 1949.
Damsté organiseerde in 1950 de Stichting voor het Nederlands Onderwijs in Jakarta en was daar voorzitter van:p248-249 De stichting werd opgericht om Nederlands-talig onderwijs te ondersteunen op 110 particuliere scholen in heel Indonesië, om Nederlandse expats aan te moedigen om te blijven werken in particuliere ondernemingen in Indonesië.

### 1955-1967 Binnenlandse Veiligheidsdienst
In april 1955 aanvaardde Damsté een aanbod om plaatsvervangend hoofd van de Binnenlandse Veiligheidsdienst (BVD) te worden en keerde hij terug naar Nederland. In april 1961 volgde hij Louis Einthoven op als hoofd van de BVD.
Het werk van de BVD was in de jaren ‘50 en ’60 gericht op het monitoren en analyseren van activiteiten aan beide uiteinden van het Nederlandse politieke spectrum. Na de internationalisering van de Communistische Partij van Nederland (CPN), met name CPN-steun aan de Sovjet-Unie tijdens de Cubacrisis in 1962 zorgde Damsté er begin jaren ‘60 voor dat de BVD zich ook richtte op het internationale communisme:p112-113
Intern probeerde Damsté de bestaande drempels tussen meerderen en ondergeschikten in de BVD te verlagen om constructievere bijdragen van ondergeschikten aan te moedigen.
Extern ervoer de BVD toenemende kritiek in Nederlandse kranten en parlement op de geheimhouding, geheime observaties van Nederlandse burgers en onpartijdige betrokkenheid bij het screenen van openbare benoemingen. Damsté antwoordde: ”De honden blaffen, maar de karavaan trekt verder.”:p187, 192-193 Met andere woorden, hij vond dat de BVD zich op haar operaties moest concentreren en dat er geen reden tot bezorgdheid of reactie was.
Een van de geheime onderzoeken die Damsté in 1965 deed was een antecedentenonderzoek van de toekomstige verloofde van de Nederlandse kroonprinses Beatrix, de Duitse Claus Georg von Amsberg.:p125
De enige uitzondering op de regel van geheimhouding door de BVD was de reactie in 1964 van Damsté op de publieke kritiek op de BVD die een commissie van het Verbond van Wetenschappelijke Onderzoekers (VWO) in haar wetenschappelijke tijdschrift  Wetenschap en Samenleving  van december 1963. Dit artikel beoordeelde het doel en de procedures van geheime BVD-onderzoeken naar de politieke antecedenten voor benoemingen in een openbaar ambt, met name aan Nederlandse universiteiten. Damsté publiceerde op persoonlijke titel een reactie in het tijdschrift, waarin hij suggereerde dat de met de verwijzing naar 'radicalen'  in het artikel van het comité verwezen zou worden naar mensen met communistische sympathieën. Deze kwestie bleef Damsté volgen. In 1967 moest hij nog ontkennen dat de BVD de politieke antecedenten van academici onderzocht aan Nederlandse universiteiten. Damsté ging in september 1967 met pensioen.

## Persoonlijk en overlijden
In 1930 beschreef een journalist Damsté aldus: “Sinninghe Damsté heeft een kalm uiterlijk, gebalanceerd en gecontroleerd. Hij spreekt op een doordachte en weloverwogen manier.” Zijn eigen memoires kenschetsen Damsté ook als een rustige waarnemer, niet snel geïmponeerd, onverdraagzaam tegenoven oneerlijkheid en oppervlakkigheid, in staat problemen te analyseren en ze te ontleden, en deze op een zakelijke manier te rapporteren.:p242-243
Damsté trouwde op 16 februari 1928 in Soerabaja met Johanna Philippine Aletta Greebe (1898-1935). Ze hadden twee zonen; Willem 'Pim' (1931-2008) en Cornelis Aleidus Arnoldus Johannes 'Hans' (1933-1989). Greebe stierf op jonge leeftijd in 1935 Damsté hertrouwde tijdens zijn tweede verlof naar Europa op 17 september 1938 in Arnhem met Maria Eleonora 'Miep' Overbosch (1912-1990). Ze hadden één zoon; Dick (1938). Hoogleraar moleculaire paleontologie Jaap Sinninghe Damsté (1959) is een kleinzoon van hem.
Damsté werd in 1951 benoemd tot Ridder in de Orde van de Nederlandse Leeuw en in 1968 tot Commandeur in de Orde van de Nederlandse Leeuw.
Na zijn pensionering woonde Damsté aanvankelijk in Den Haag (1967-1978), en vervolgens in Zuid-Spanje, met name in San Pedro de Alcantara nabij Marbella aan de Spaanse Costa del Sol. Hij stierf op 14 mei 1995 in Guadalmina (Marbella). In 1986 publiceerde hij zijn memoires. Zijn zoon Pim liet deze na zijn overlijden opnieuw publiceren.